# Victor Francis Hess
Victor Francis Hess (24.6.1883 – 17.12.1964) là nhà Vật lý học người Mỹ gốc Áo đã đoạt Giải Nobel Vật lý năm 1936 cho công trình phát hiện ra các tia vũ trụ.

## Tiểu sử

### Thời niên thiếu
Hess sinh tại lâu đài Waldstein gần Peggau ở Styria, Áo, là con của Vinzens Hess và Serafine Edle von Grossbauer-Waldstätt. Cha ông là người phụ trách lâm nghiệp hoàng gia phục vụ hoàng thân Öttingen-Wallerstein. Hess học trường trung học cấp II ở Graz từ năm 1893 tới năm 1901.

### Sự nghiệp
Từ năm 1901 Hess học ở Đại học Graz, và đậu bằng tiến sĩ vật lý năm 1910. Ông làm phụ tá cho Stephan Meyer ở Viện nghiên cứu Radium của Viện Hàn lâm Khoa học Wien từ năm 1910 tới 1920. Hess lấy phép nghỉ năm 1921 để sang Hoa Kỳ làm việc ở Công ty Radium Hoa Kỳ tại New Jersey, như một nhà vật lý cố vấn cho Phòng phụ trách các mỏ của Hoa Kỳ tại thành phố Washington DC. Năm 1923, ông trở lại Đại học Graz, và được bổ nhiệm làm giáo sư Vật lý thực nghiệm năm 1925. Năm 1931 Đại học Innsbruck bổ nhiệm ông làm giáo sư kiêm giám đốc Viện X quang.
Năm 1938 Hess lại sang Hoa Kỳ với người vợ gốc Do Thái để trốn khỏi cuộc bách hại của Đức quốc xã. Cùng năm, ông được Đại học Fordham bổ nhiệm làm giáo sư Vật lý học. Năm 1944 ông nhập quốc tịch Mỹ. Năm 1956, ông rút lui khỏi Đại học Fordham và nghỉ hưu. Ông từ trần ngày 17.12.1964 tại Mount Vernon, New York.

### Khám phá tiên phong
Từ năm 1911 tới 1913, Hess đảm nhiệm việc nghiên cứu đem lại cho ông giải Nobel Vật lý năm 1936. Trong nhiều năm, các nhà khoa học đã bị bối rối bởi các mức bức xạ ion hóa đo dược trong khí quyển. Thời đó cho rằng bức xạ được phát ra từ Trái Đất, và mức bức xạ sẽ giảm xuống khi khoảng cách Trái Đất càng xa hơn. Các dụng cụ nghiệm điện được sử dụng trước đây đã cho một sự đo lường bức xạ xấp xỉ gần đúng, nhưng chỉ ra rằng ở độ cao hơn trong khí quyển thì mức bức xạ có thể thực sự nhiều hơn là mức ở mặt đất. Hess đã tiếp cận điều bí ẩn này, trước hết bằng việc gia tăng độ chính xác của thiết bị đo lường nhiều hơn, rồi sau đó đích thân mang theo thiết bị đo lường này lên một khí cầu. Ông đo lường cách hệ thống các mức bức xạ tại các độ cao lên tới 5,3 km trong các năm 1911-1912. Các chuyến bay táo bạo được thực hiện cả ban ngày lẫn ban đêm, mang lại sự rủi ro đáng kể cho bản thân ông.
Kết quả của việc đo lường tỉ mỉ của Hess đã được ghi trong Biên bản lưu của Viện Hàn lâm Khoa học Wien, chỉ cho thấy mức bức xạ giảm xuống ở độ cao khoảng 1 km, nhưng trên độ cao này thì mức bức xạ gia tăng đáng kể, với mức bức xạ khám phá ở độ cao 5 km là khoảng gấp 2 lần so với mức ở mực nước biển. Kết luận của ông là có bức xạ từ ngoài không gian xâm nhập vào khí quyển. Khám phá của ông đã được Robert Andrews Millikan xác nhận năm 1925 và đặt tên cho bức xạ này là các "tia vũ trụ". Khám phá của Hess đã mở cửa cho nhiều khám phá mới trong khoa Vật lý hạt nhân.

## Giải thưởng
- Giải Lieben (1919)
- Giải tưởng niệm Abbe Memorial Prize
- Huy chương Abbe của Viện Carl Zeiss tại Jena (1932)
- Giải Nobel Vật lý (1936)

## Tác phẩm
- Hess, Victor F. (1928). The Electrical Conductivity of the Atmosphere and Its Causes. Constable & Company. OCLC 1900377.